# Ángel Barlocco
Ángel Barlocco war ein uruguayischer Fußballspieler.

## Verein
Linksaußen Barlocco spielte 1923 für den Club Atlético Defensor. Er gehörte mindestens 1924 dem Kader Nacional Montevideos in der Primera División an. In jenem Jahr gewann sein Verein die uruguayische Meisterschaft.

## Nationalmannschaft
Barlocco war auch Mitglied der uruguayischen A-Nationalmannschaft. Er nahm mit der Nationalelf an der Südamerikameisterschaft 1924 teil und gewann mit Uruguay den Titel. Dazu trug er bei der 0:0 endenden Partie gegen die argentinische Auswahl am 2. November 1924 aktiv bei.

## Erfolge
- Südamerikameister: 1924
- Uruguayischer Meister: 1924